# Benito Juárez (Villaflores)
Benito Juárez es una localidad del estado mexicano de Chiapas. Es parte del municipio de Villaflores.

## Toponimia
El nombre de la localidad rinde homenaje a Benito Juárez, presidente de México durante la Guerra de Reforma.

## Demografía
| Gráfica de evolución demográfica |
|                                  |

| Censo | Población |
| ----- | --------- |
| 1940  | 482       |
| 1950  | 1 035     |
| 1960  | 1 539     |
| 1970  | 1 880     |
| 1980  | 2 353     |
| 1990  | 2 867     |
| 2000  | 3 156     |
| 2010  | 3 567     |
| 2020  | 4 343     |